# Brem-sur-Mer
Brem-sur-Mer é uma comuna francesa na região administrativa da Pays de la Loire, no departamento Vendéia. Estende-se por uma área de 15,85 km² km², com 2.054 habitantes, segundo os censos de 1999, com uma densidade 129 hab/km².
Brem-sur-Mer foi fundada em 1974 com a fusão da cidade de Saint Nicolas de Brem com Saint Martin de Brem.
Seus habitantes chamam-se Bremois(e).